# John Carlson (Eishockeyspieler)
John Carlson (* 10. Januar 1990 in Natick, Massachusetts) ist ein US-amerikanischer Eishockeyspieler. Der Verteidiger steht seit 2009 bei den Washington Capitals aus der National Hockey League unter Vertrag, mit denen er in den Playoffs 2018 den Stanley Cup gewann.

## Karriere

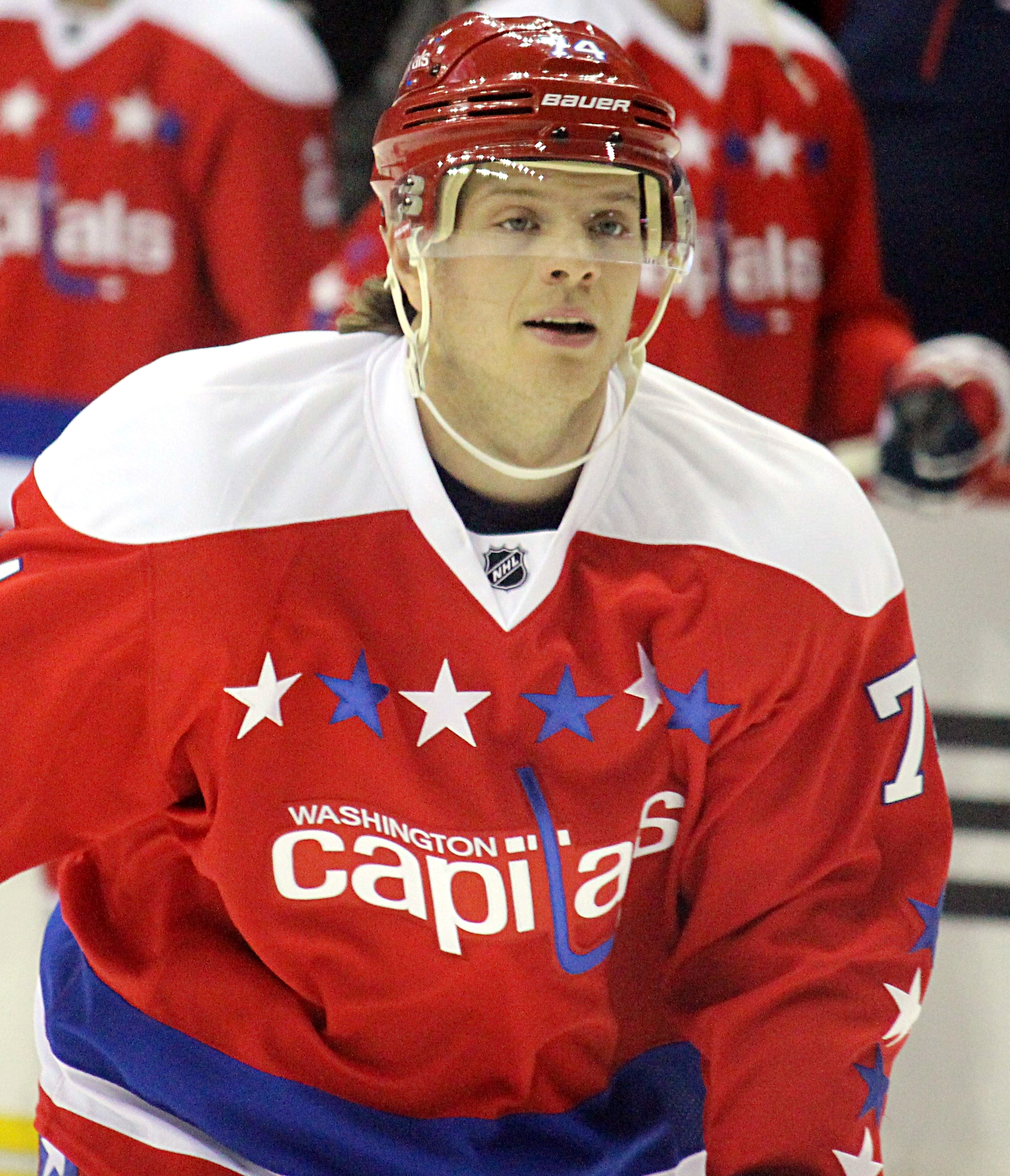
Carlson im Trikot der Capitals (2016)

Carlson begann seine Karriere im Juniorenbereich bei den New Jersey Rockets aus der drittklassigen US-Liga Atlantic Junior Hockey League. Dort spielte er zwischen 2005 und 2007 und verbuchte in 82 Partien 62 Scorerpunkte. Zum Ende der Saison 2006/07 schloss sich der Verteidiger den Indiana Ice aus der United States Hockey League an, bei denen er auch die folgende Spielzeit verbrachte. Seine 43 Punkte in 59 Spielen bescherten ihm einen Vertrag bei den London Knights aus der Ontario Hockey League. Zudem wurde Carlson im NHL Entry Draft 2008 in der ersten Runde an 27. Stelle von den Washington Capitals ausgewählt.
Nachdem er die Spielzeit 2008/09 bei den Knights in der OHL gespielt hatte und es trotz der Verpflichtung von John Tavares nicht gelungen war, den J. Ross Robertson Cup zu gewinnen, nahmen ihn die Washington Capitals unter Vertrag. Um Spielpraxis im Profibereich zu sammeln, schickten sie den Verteidiger in ihr Farmteam, die Hershey Bears aus der American Hockey League. Am Ende der Playoffs war er 16-mal eingesetzt worden und feierte mit dem Team den Gewinn des Calder Cups. Für das Spieljahr 2009/10 blieb Carlson im Kader der Hershey Bears, gab im Saisonverlauf aber auch sein NHL-Debüt für die Washington Capitals. Seit der Saison 2010/11 steht er ausschließlich im Kader der Washington Capitals und entwickelte sich dort zur unumstrittenen Stammkraft.
Carlson absolvierte in den folgenden fünf Saisons 412 Saisonspiele in Folge, ehe er im Dezember 2015 eine Partie aufgrund einer Verletzung verpasste. Er blieb damit zehn Spiele unter dem bisherigen Franchise-Rekord von Bobby Carpenter, der von 1981 bis 1986 422 Spiele ohne Unterbrechung für die Capitals bestritt.
In der Saison 2017/18 steigerte Carlson seine persönliche Statistik deutlich auf 68 Scorerpunkte aus 82 Spielen und führte damit alle Abwehrspieler der Liga an. In den anschließenden Playoffs 2018 gelang ihm dies mit 20 Punkten ebenso, wobei er mit den Caps den ersten Stanley Cup der Franchise-Geschichte gewann. Anschließend unterzeichnete der US-Amerikaner einen neuen Vertrag in Washington, der ihm in den folgenden acht Jahren ein Gesamtgehalt von 64 Millionen US-Dollar einbringen soll.
Zu Beginn der Spielzeit 2019/20 verzeichnete er 23 Scorerpunkte in 14 Spielen und wurde daher als NHL-Spieler des Monats Oktober ausgezeichnet. Die Saison beendete er mit einem bisherigen Karriere-Bestwert von 75 Punkten und war damit erneut offensivstärkster Verteidiger der NHL, wobei er 10 bzw. 20 Punkte Vorsprung auf die Ränge zwei (Roman Josi) und drei (Victor Hedman) aufwies. Darüber hinaus übertrafen nur drei Spieler der Liga seine 60 Torvorlagen, während sein Punkteschnitt von 1,09 pro Spiel von einem Abwehrspieler zuletzt vor über 25 Jahren erreicht wurde, in der Spielzeit 1993/94. In der Folge wurde er gemeinsam mit Roman Josi und Victor Hedman für die James Norris Memorial Trophy nominiert, die den besten Verteidiger der NHL ehrt. Diese gewann in der Folge Josi, während Carlson gemeinsam mit ihm im NHL First All-Star Team berücksichtigt wurde.
Im März 2024 bestritt Carlson seine 1000. Partie der regulären Saison in der NHL.

### International
Carlson vertrat sein Heimatland erstmals bei der U20-Junioren-Weltmeisterschaft 2010 im kanadischen Saskatoon. Dort gewann er mit dem Team nach einem 6:5-Finalsieg in der Overtime über Gastgeber Kanada die Goldmedaille. Carlson verbuchte in sieben Turnierspielen sieben Scorerpunkte, darunter auch das entscheidende Tor des Finalspiels. Seine Leistungen im Turnierverlauf bescherten ihm die Wahl ins All-Star-Team des Turniers.
Für die A-Nationalmannschaft der USA debütierte Carlson bei den Olympischen Winterspielen 2014, ehe er zwei Jahre später auch am World Cup of Hockey 2016 teilnahm.

## Erfolge und Auszeichnungen
| - 2008 USHL All-Rookie Team - 2008 USHL Second All-Star Team - 2009 OHL Second All-Star Team - 2009 OHL First All-Rookie Team - 2009 CHL All-Rookie Team - 2009 Calder-Cup-Gewinn mit den Hershey Bears - 2010 Teilnahme am AHL All-Star Classic - 2010 AHL All-Rookie Team | - 2010 Calder-Cup-Gewinn mit den Hershey Bears - 2011 NHL All-Rookie Team - 2018 Stanley-Cup-Gewinn mit den Washington Capitals - 2019 Teilnahme am NHL All-Star Game - 2019 NHL Second All-Star Team - 2019 NHL-Spieler des Monats Oktober - 2020 Teilnahme am NHL All-Star Game - 2020 NHL First All-Star Team |

### International
- 2010 Goldmedaille bei der U20-Junioren-Weltmeisterschaft
- 2010 All-Star-Team der U20-Junioren-Weltmeisterschaft

## Karrierestatistik
Stand: Ende der Saison 2024/25

### International
Vertrat die USA bei:
- U20-Junioren-Weltmeisterschaft 2010
- Olympischen Winterspielen 2014
- World Cup of Hockey 2016

(Legende zur Spielerstatistik: Sp oder GP = absolvierte Spiele; T oder G = erzielte Tore; V oder A = erzielte Assists; Pkt oder Pts = erzielte Scorerpunkte; SM oder PIM = erhaltene Strafminuten; +/− = Plus/Minus-Bilanz; PP = erzielte Überzahltore; SH = erzielte Unterzahltore; GW = erzielte Siegtore; 1 Play-downs/Relegation; Kursiv: Statistik nicht vollständig)